# Eriosyce kunzei
Eriosyce kunzei är en art inom trattkaktussläktet och familjen kaktusväxter, som har sin naturliga utbredning i Chile.

## Beskrivning
E. kunzei är en klotformad grön kaktus som blir upp till 10 centimeter hög och 12,5 till 15 centimeter i diameter. Den är uppdelad i 16 till 20  rundade åsar. De uppåtböjda taggarna är brungrå till gråsvarta, men gulaktoga som unga. De består av 2 till 4 centraltaggar som blir 4 till 5 centimeter långa. Runt dessa sitter 10 till 12 radiärtaggar som blir 3,5 till 4 centimeter långa, de nedre är kortast. Blommorna är brett trattformade, gulvita med rödaktig mittrand på kronbladen och blir 3,5 centimeter i diameter. Frukten är avlång, köttig och ihålig när den är mogen. 

## Synonymer
Echinocactus kunzei C.F.Först. 1845
Neoporteria kunzei (C.F.Först.) Backeb. 1935
Pyrrhocactus kunzei (C.F.Först.) Borg 1937
Chilenia kunzei (C.F.Först.) Backeb. 1939
Neochilenia kunzei (C.F.Först.) Backeb. 1942